# Orphulella scudderi
Orphulella scudderi är en insektsart som först beskrevs av Bolívar, I. 1888.  Orphulella scudderi ingår i släktet Orphulella och familjen gräshoppor. Inga underarter finns listade i Catalogue of Life.